# Laurence Doherty
Laurence Doherty (n. 8 octombrie 1875, Greater London, Anglia, Regatul Unit al Marii Britanii și Irlandei – d. 21 august 1919, Broadstairs, Anglia, Regatul Unit al Marii Britanii și Irlandei) a fost un jucător de tenis ce a reprezentat Regatul Unit al Marii Britanii și al Irlandei de Nord, medaliat olimpic. A participat la o ediție a Jocurilor Olimpice (1900) în care a câștigat două medalii de aur și o medalie de bronz.